# Homalopoma sanguineus
Homalopoma sanguineus är en snäckart som först beskrevs av Carl von Linné 1758.  Homalopoma sanguineus ingår i släktet Homalopoma och familjen turbinsnäckor. Inga underarter finns listade i Catalogue of Life.